# Носилки

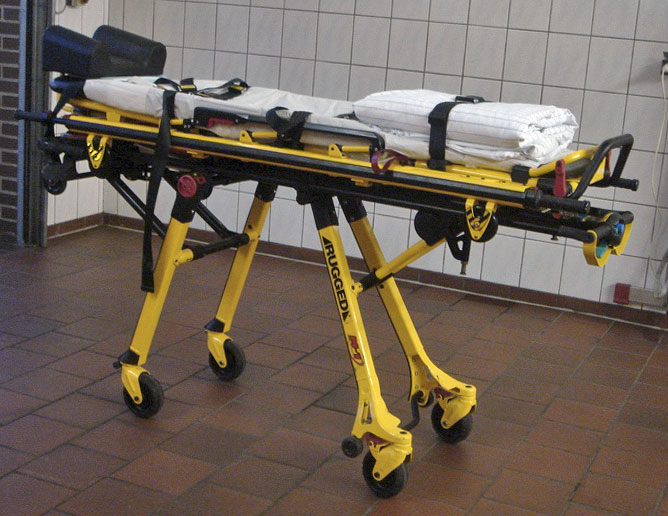
Вариант складной каталки со съёмными носилками для автомобилей скорой помощи

Носи́лки — определённое оборудование, предназначенное для перемещения различных предметов или людей в помещении, транспортных средствах, а также вне их.
Человек, перемещающий предметы и людей на носилках называется «носильщиком».

## Строение
Классические носилки могут состоять из двух жердей или их аналогов, соединённых между собой тканью или любым другим прочным мягким материалом. Каркасные носилки имеют в своей основе прочный не деформируемый каркас между двух жердей. Мягкие носилки вместо жёстких жердей имеют мягкие ремни-лямки и деформируемую ткань, позволяющую транспортировать людей или грузы в вертикальном положении.

## Виды

### Медицинские носилки
Медицинские носилки используются для оказания плановой и экстренной медицинской помощи в условиях лечебных учреждений. Функционально могут выполнять роль кровати или перевязочного стола. Конструкция большинства медицинских носилок позволяет регулировать высоту, необходимый угол наклона, предусматривает возможность крепления стойки для капельниц, дыхательной и реанимационной аппаратуры, может иметь подключаемое пятое колесо для прямолинейного движения, рентген-прозрачную столешницу для возможности рентгеновской съёмки без перекладывания пациента, а также дуги безопасности по краям каталки. Медицинские носилки экстренных служб состоят из тележки, съёмных носилок и приёмного устройства.
Носилки различают по строению и специализации, к примеру: каркасные, складные, иммобилизирующие вакуумные, носилки-волокуши, шахтные, горноспасательные, жаро-огнестойкие, немагнитные (в МРТ-кабинетах), рентген-прозрачные (для возможности рентгенологических исследований лежащего на них), плавающие, кувезные (для переноса младенцев), спинальные щиты (при травмах позвоночника), с барокамерой (для декомпрессии), патологоанатомические.
В неотложных экстремальных ситуациях импровизированные носилки могут быть сооружены из сподручных материалов.

### Другие носилки
Строительные носилки предназначены для перемещения грунта и строительных материалов в строительстве силами двух рабочих.
Военные носилки являются преимущественно мобильными и компактными устройствами для работы в полевых условиях.
Носилки для ульев — узкоспециализированные носилки для переноски ульев, а также различных коробкообразных предметов.
Носилки-катафалк — для переноса гроба, урны с прахом, для переноса покойника к месту захоронения (мары, тобут).

## Галерея

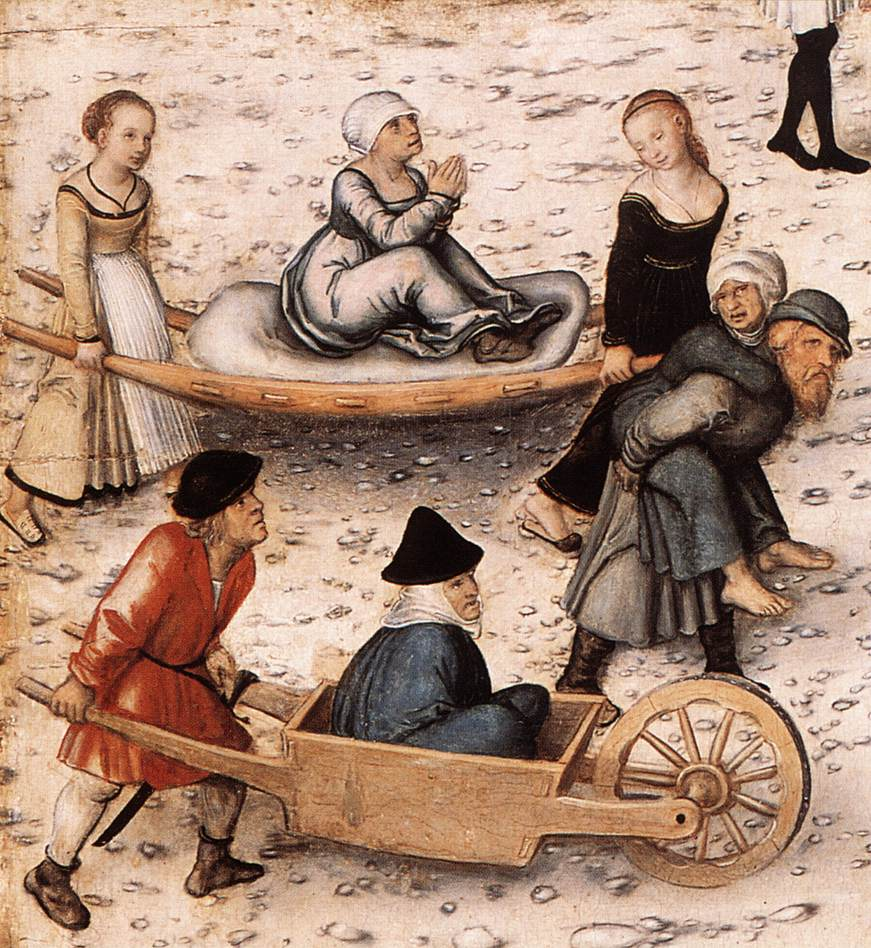
Фрагмент картины «Источник молодости», 1546 год
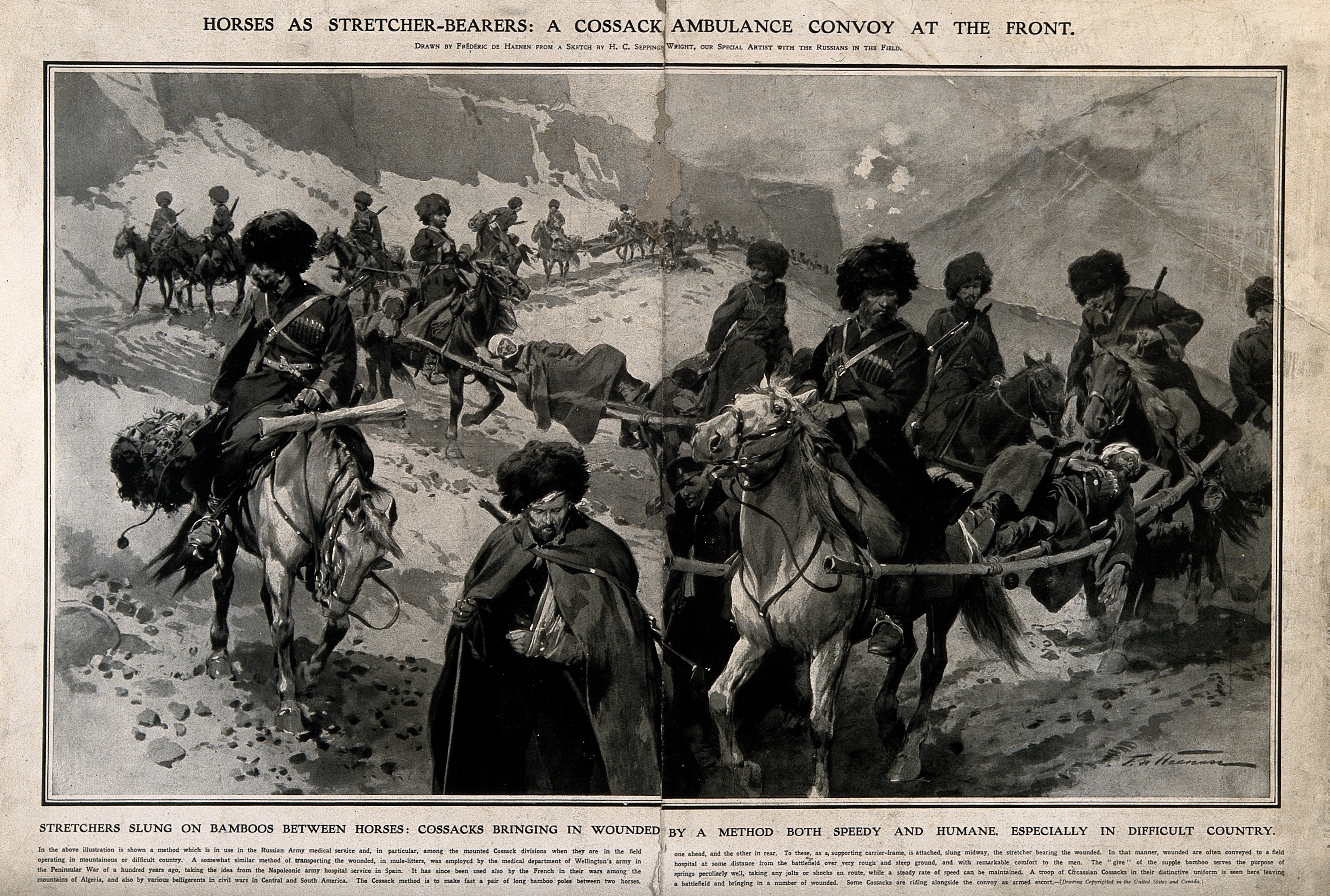
Фредерик де Ханен. Казаки переносят раненых на импровизированных носилках во время Первой мировой войны
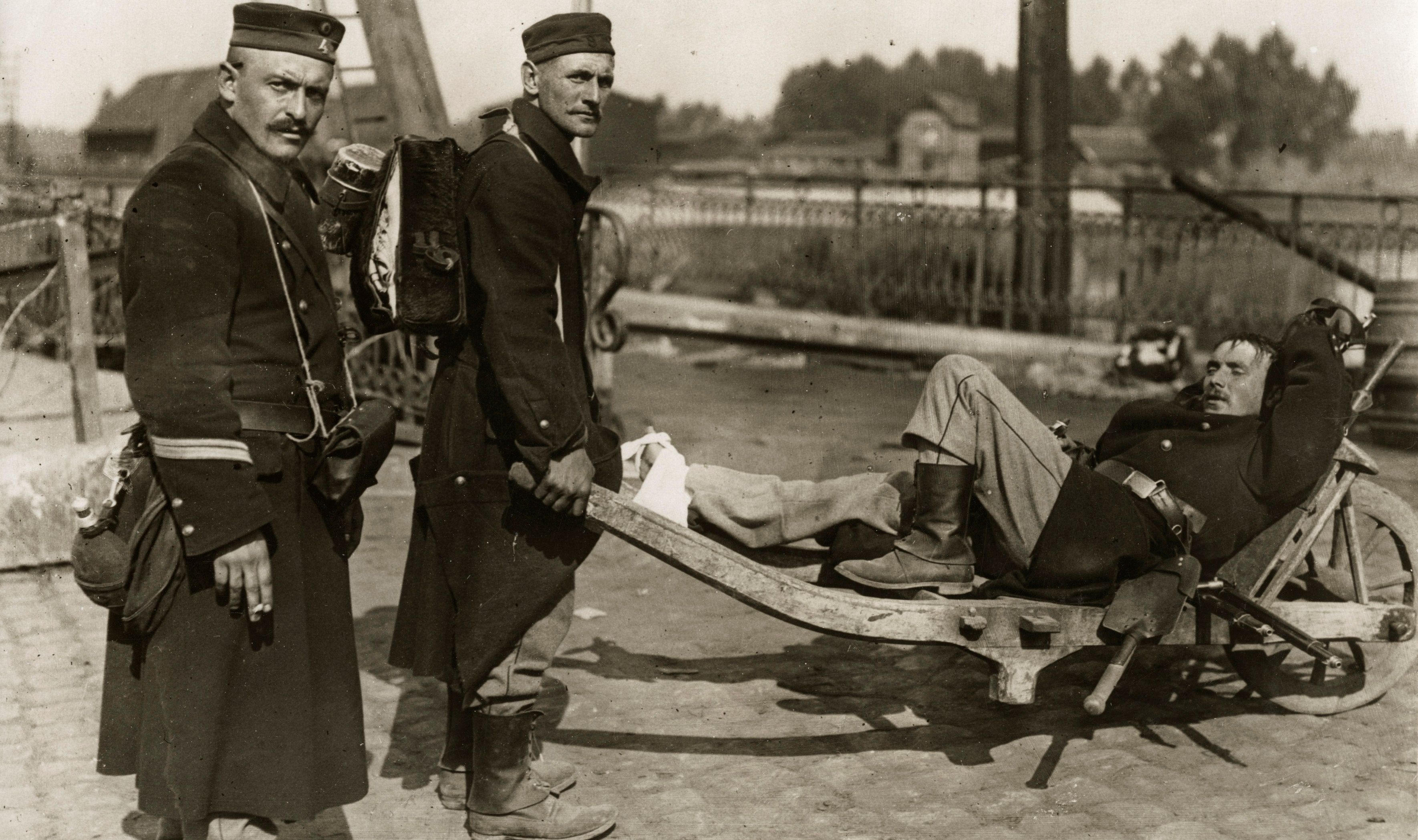
Использование тачки, как каталки для перевозки раненых (Первая мировая война)
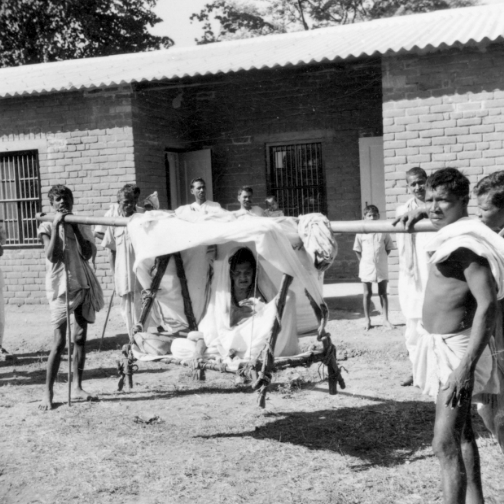
самодельные носилки в Индии 1962 год
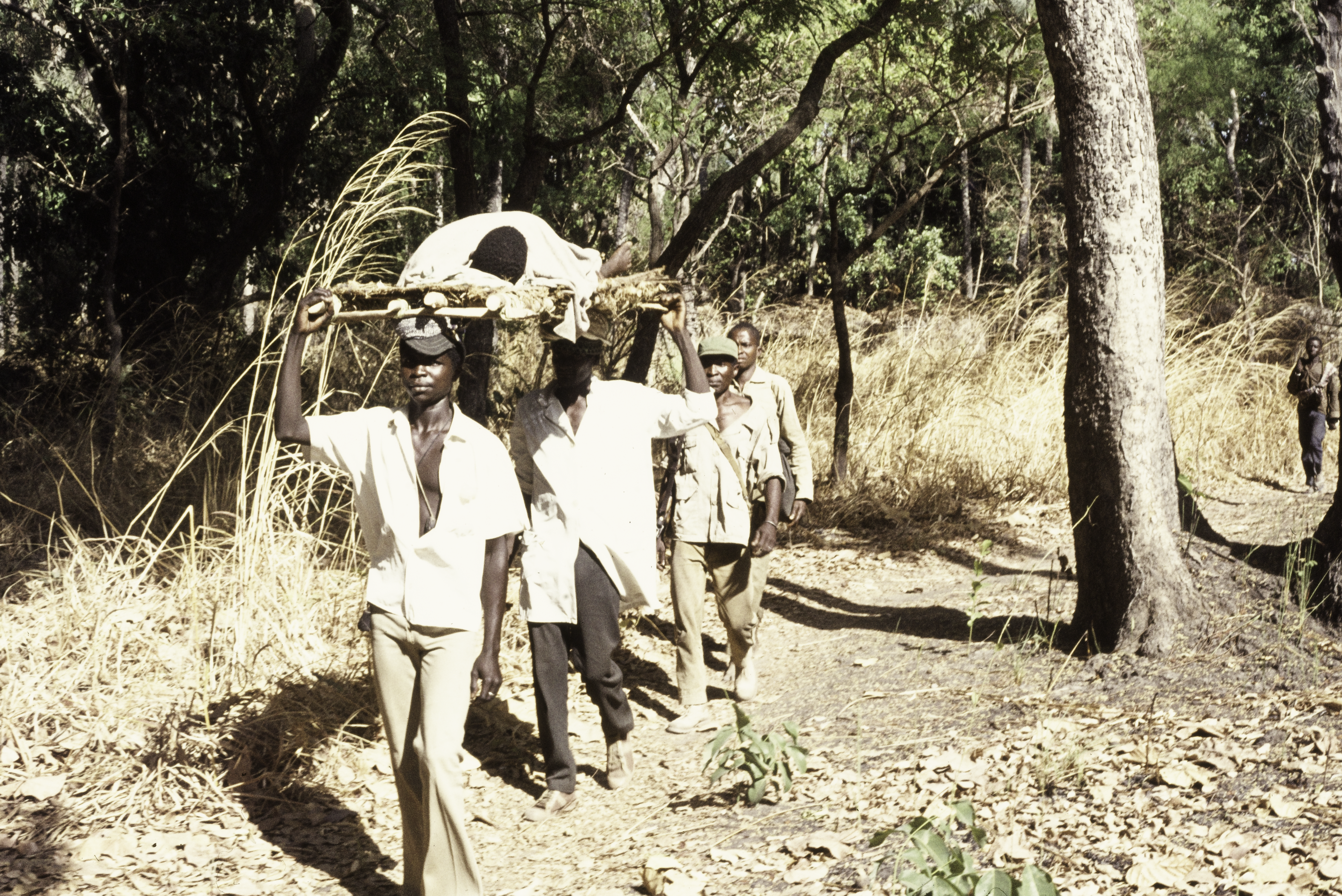
Раненого переносят на носилках к Сенегальской границе. Гвинея-Бисау, 1974 год
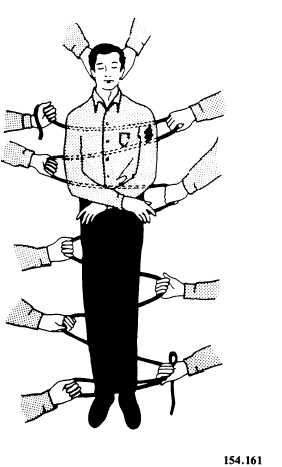
Импровизированные носилки из прочной верёвки
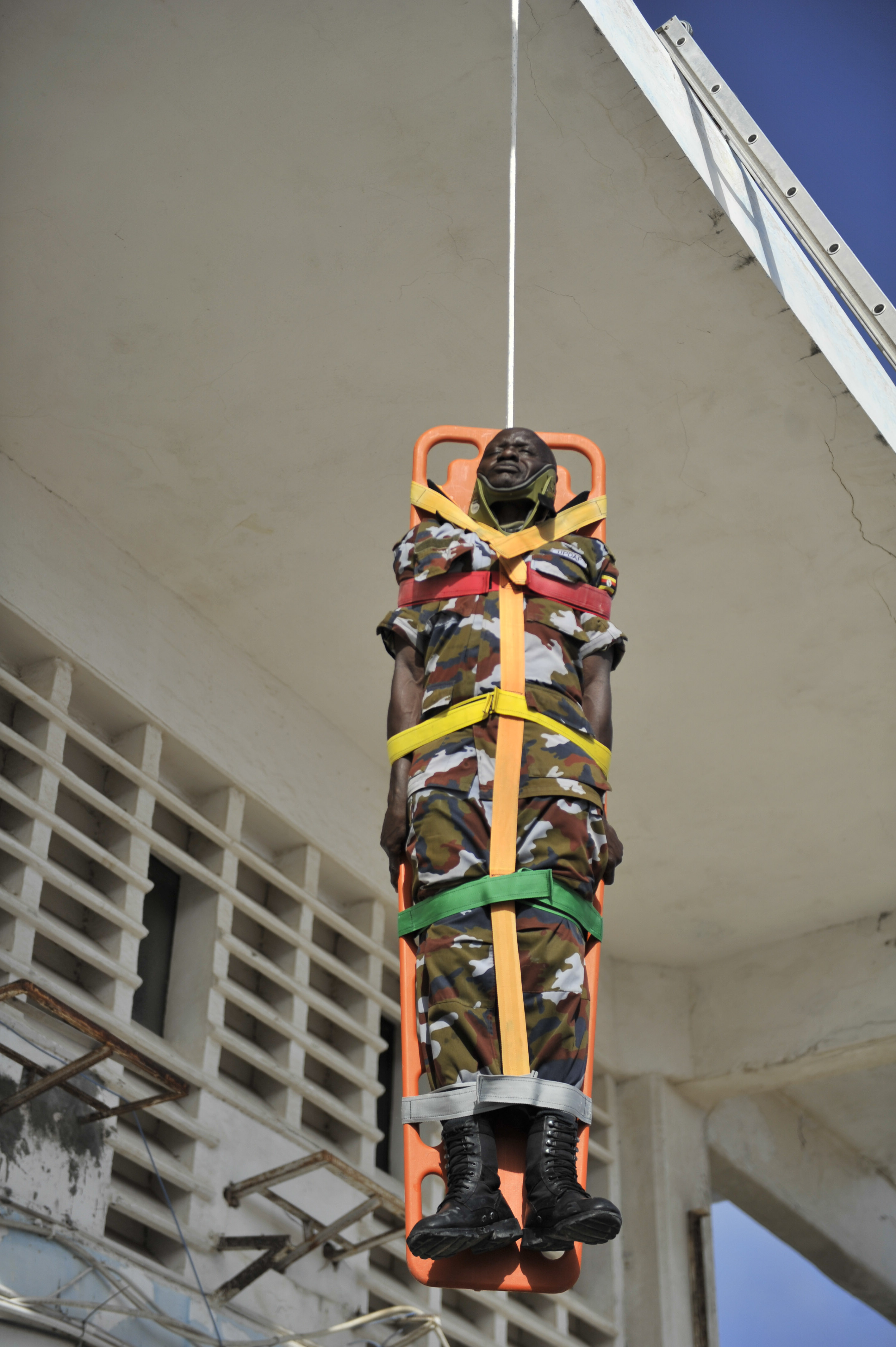
Пострадавшего спускают на носилках, Сомали
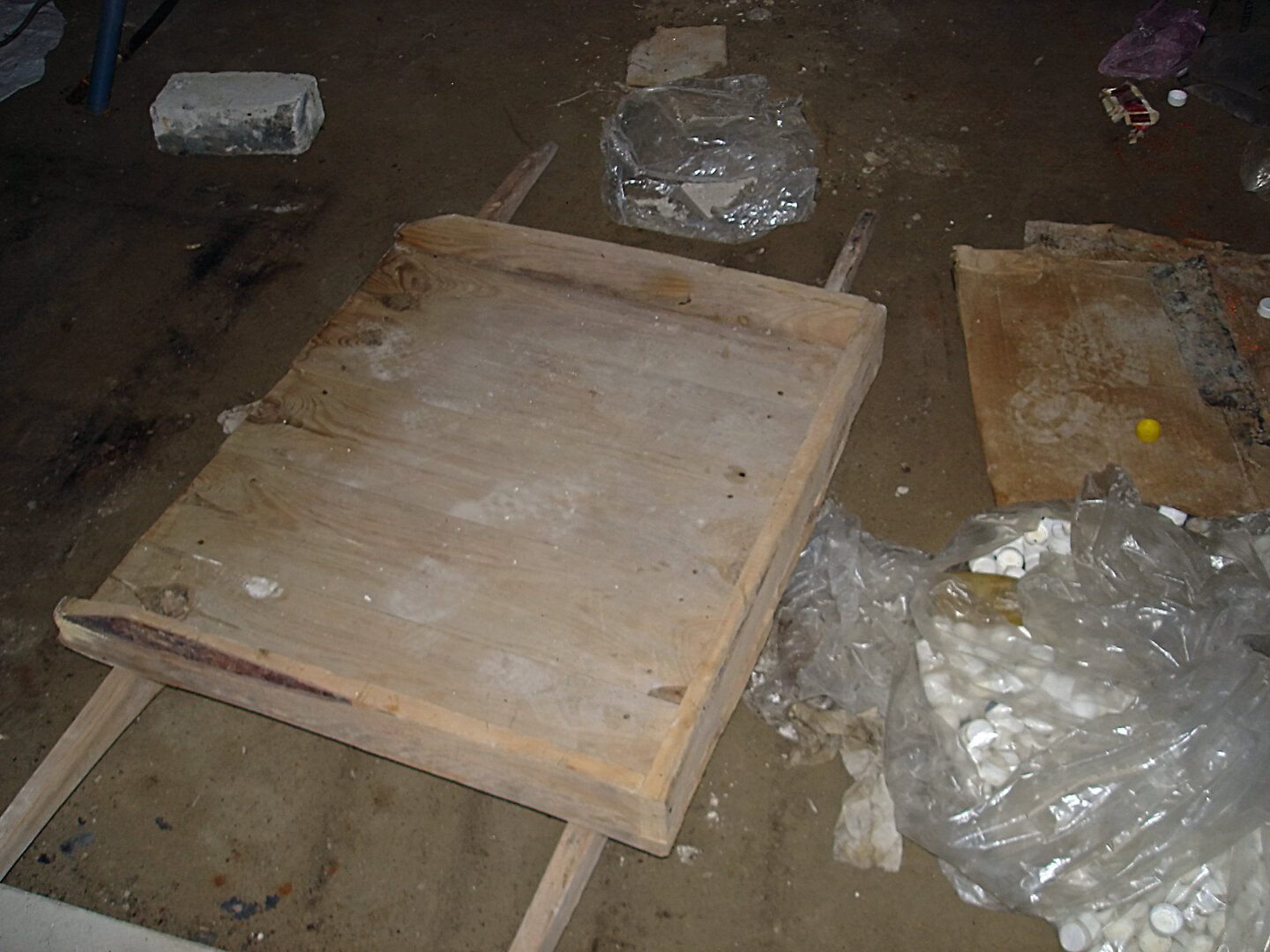
Строительные носилки
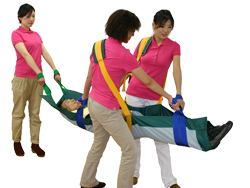
Бескаркасные носилки
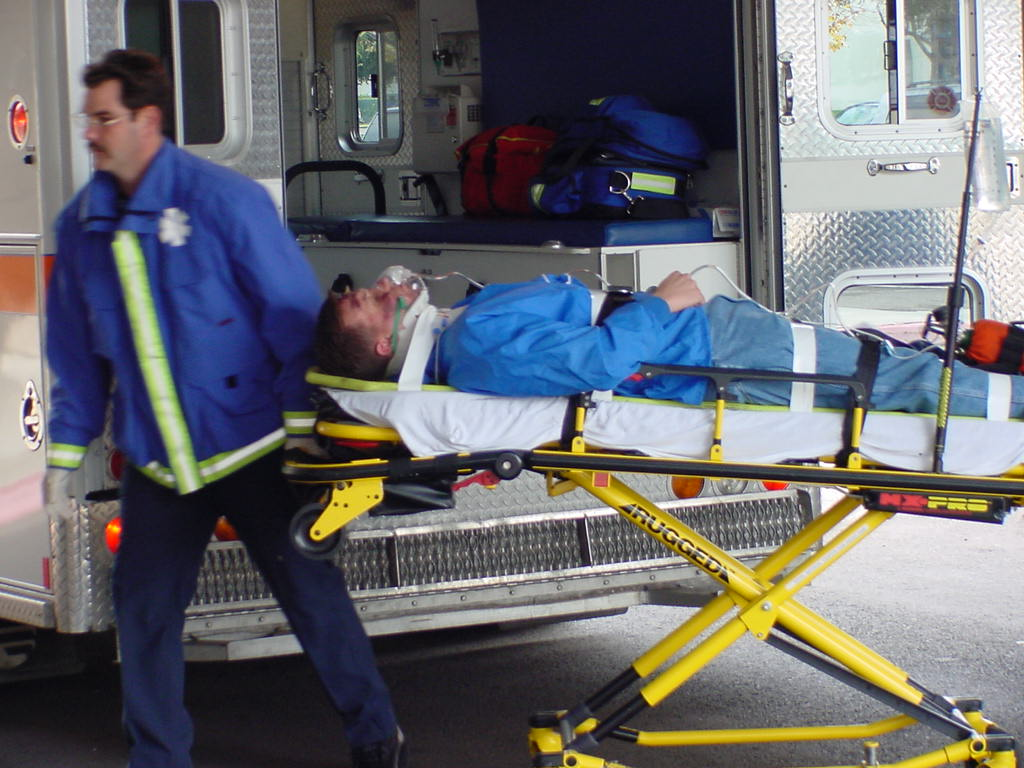
Медицинская каталка с пациентом
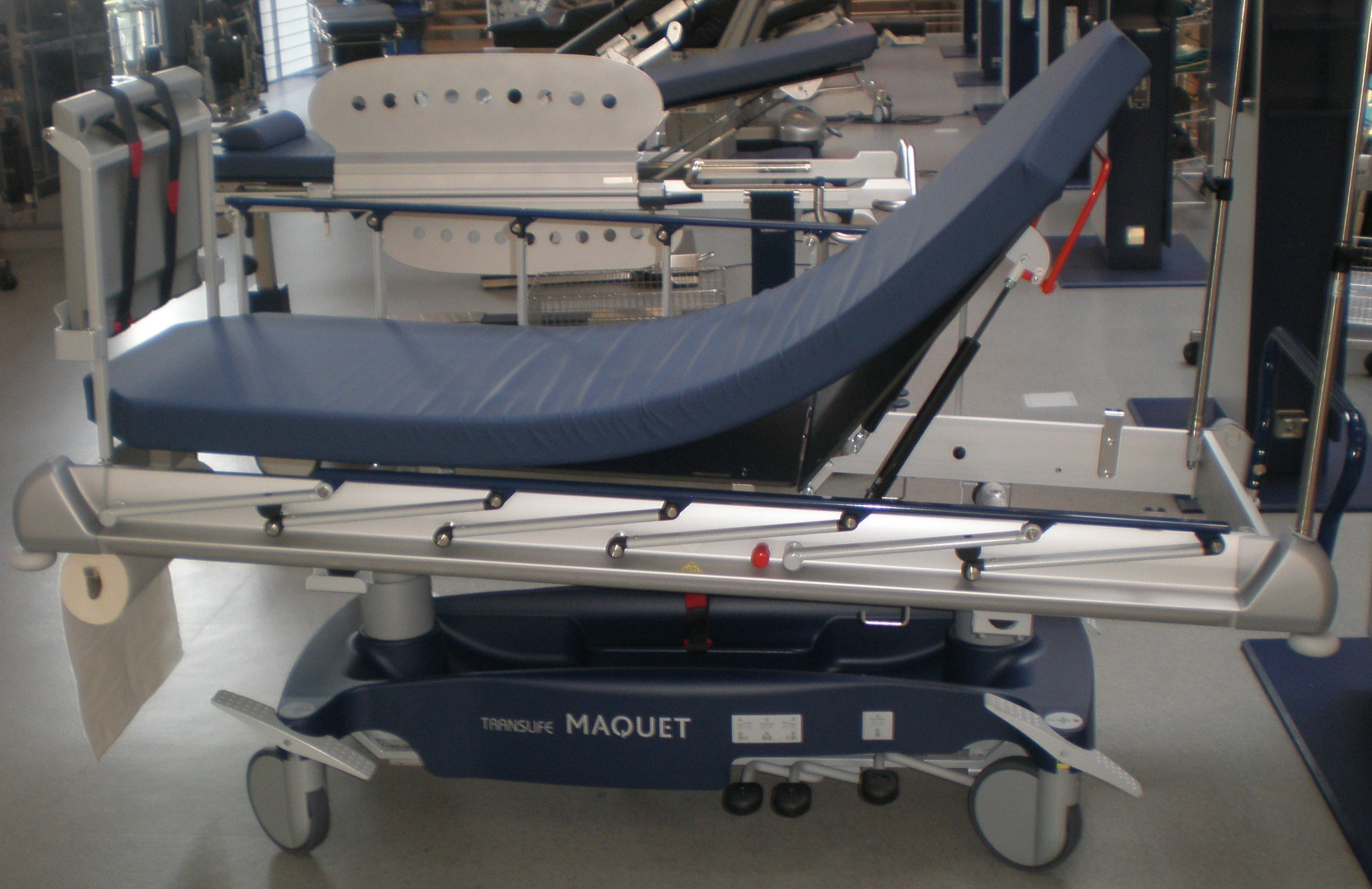
Медицинская реанимационная каталка
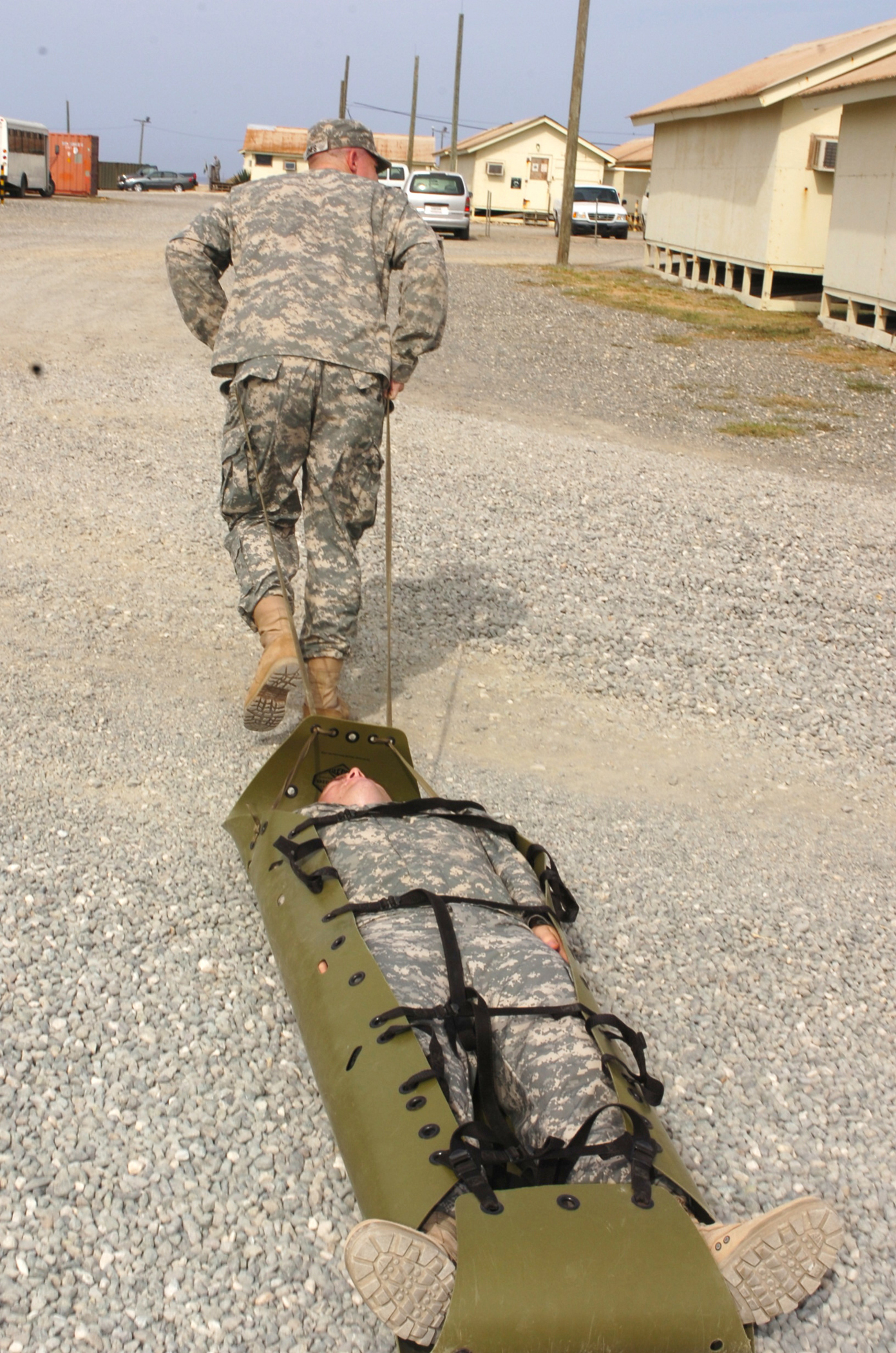
Военные (тактические) носилки-волокуши
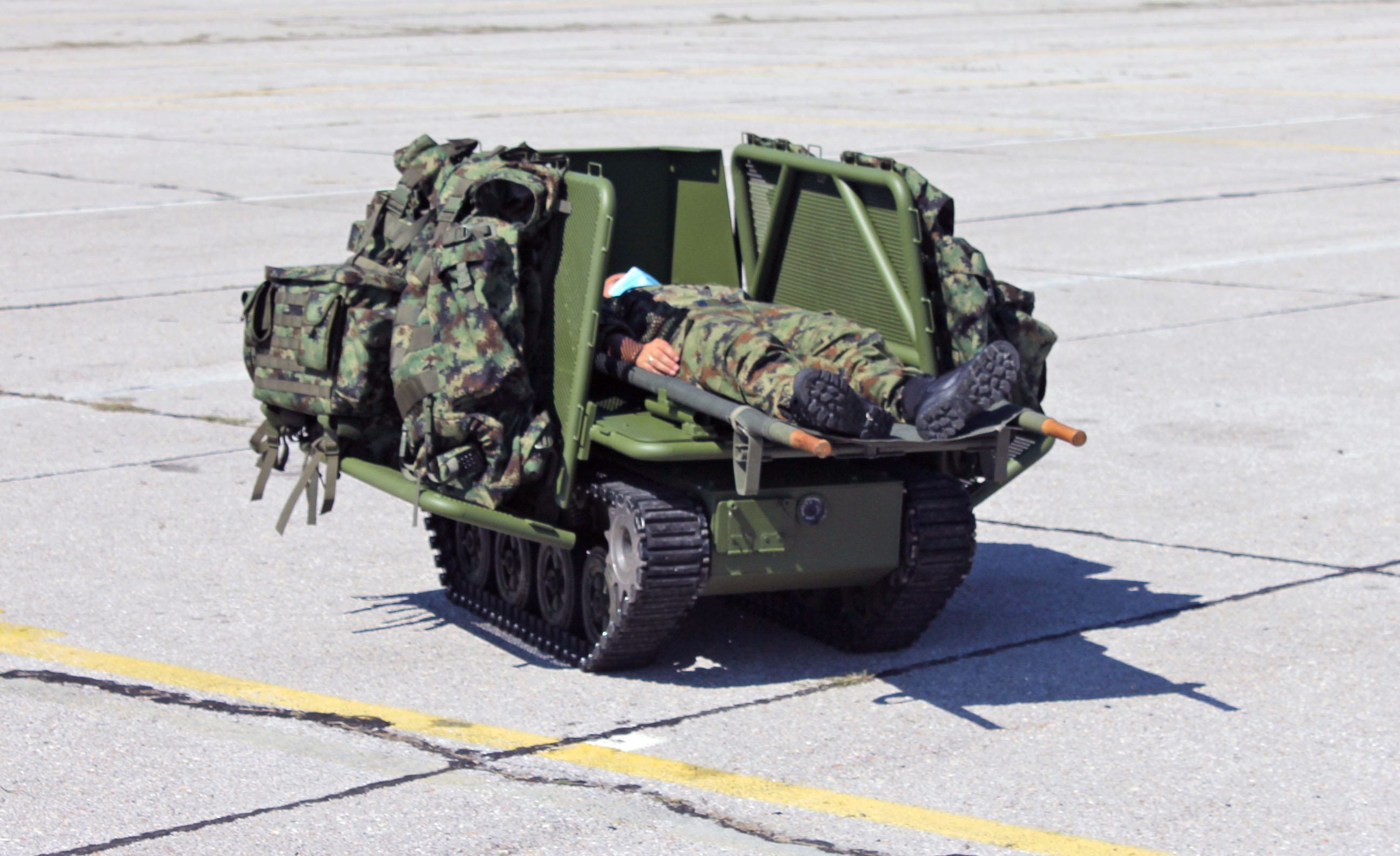
Носилки на военном беспилотном (самоходном) наземном аппарате
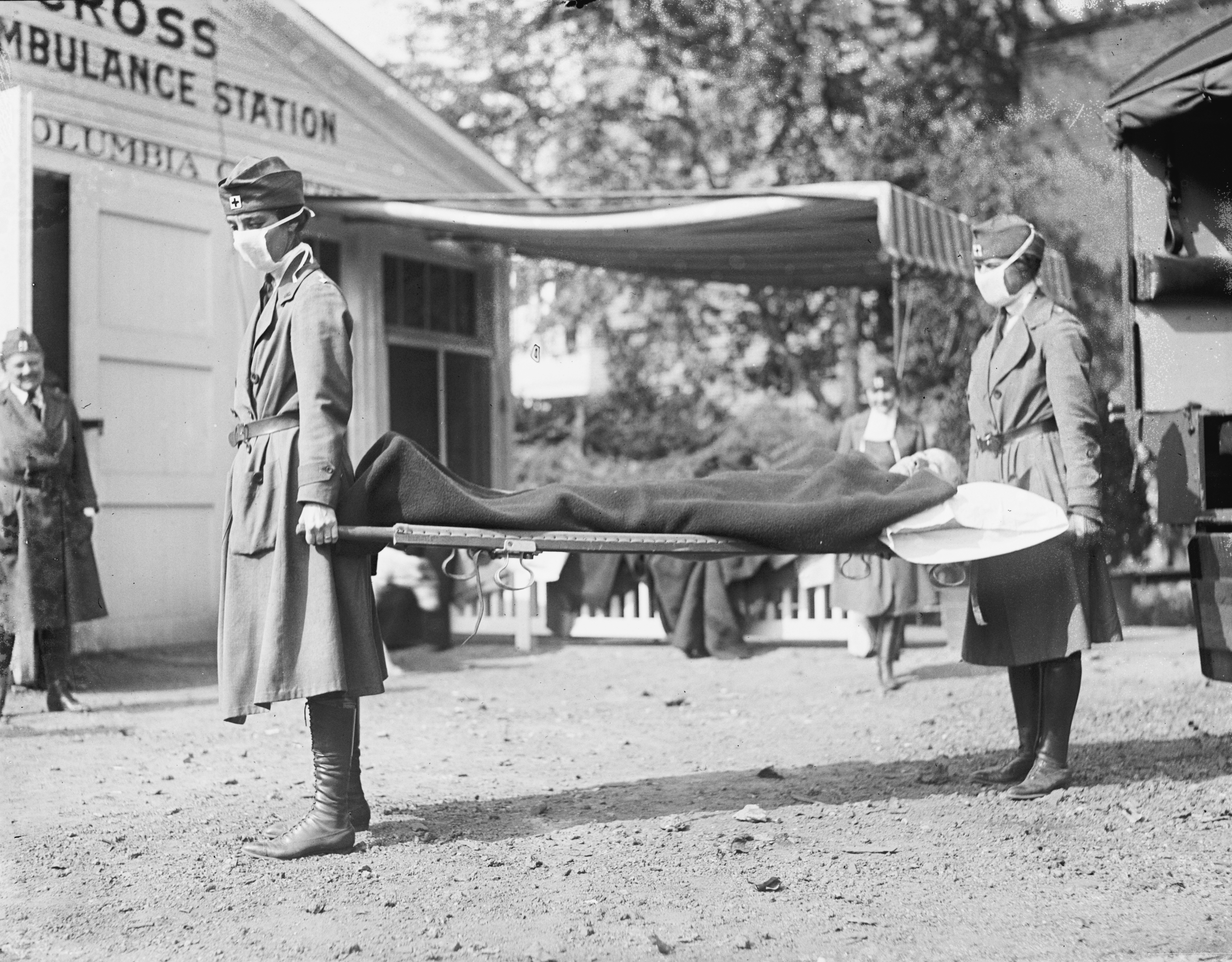
Санитарки Красного Креста с носилками во время Первой мировой войны, 1918 год
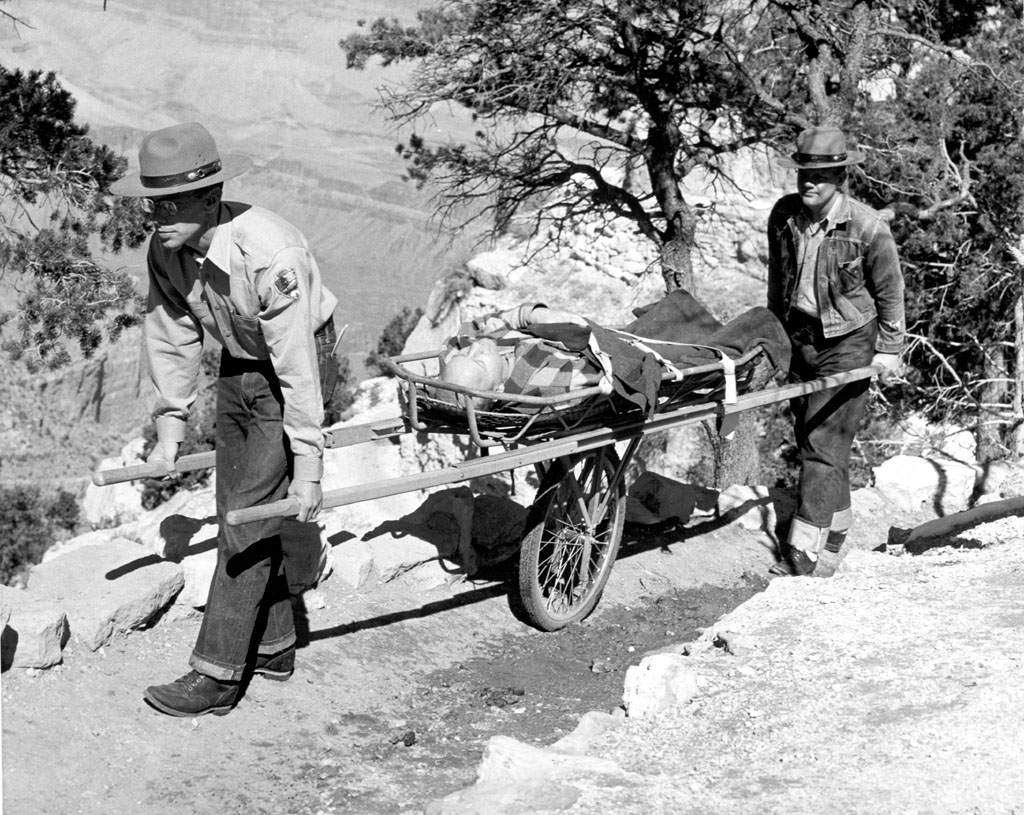
Самодельная каталка с помощью одноколесного велосипеда
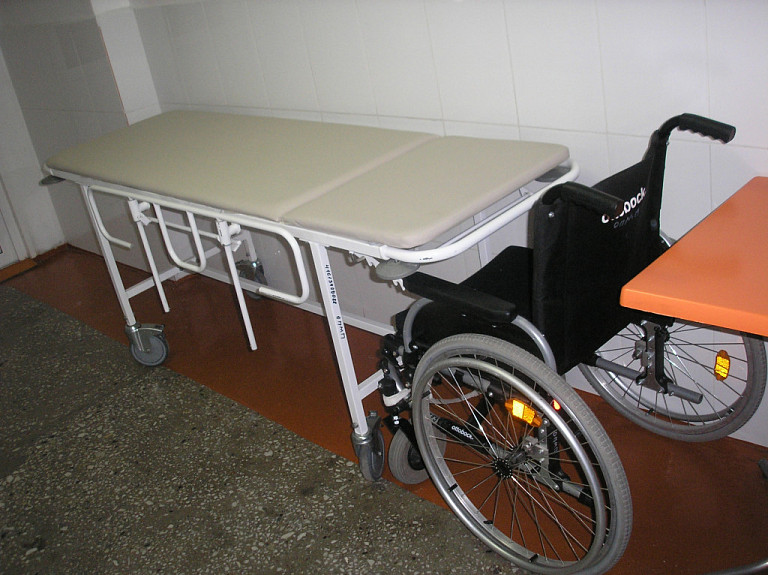
Каталка и инвалидная коляска в приёмном покое больницы
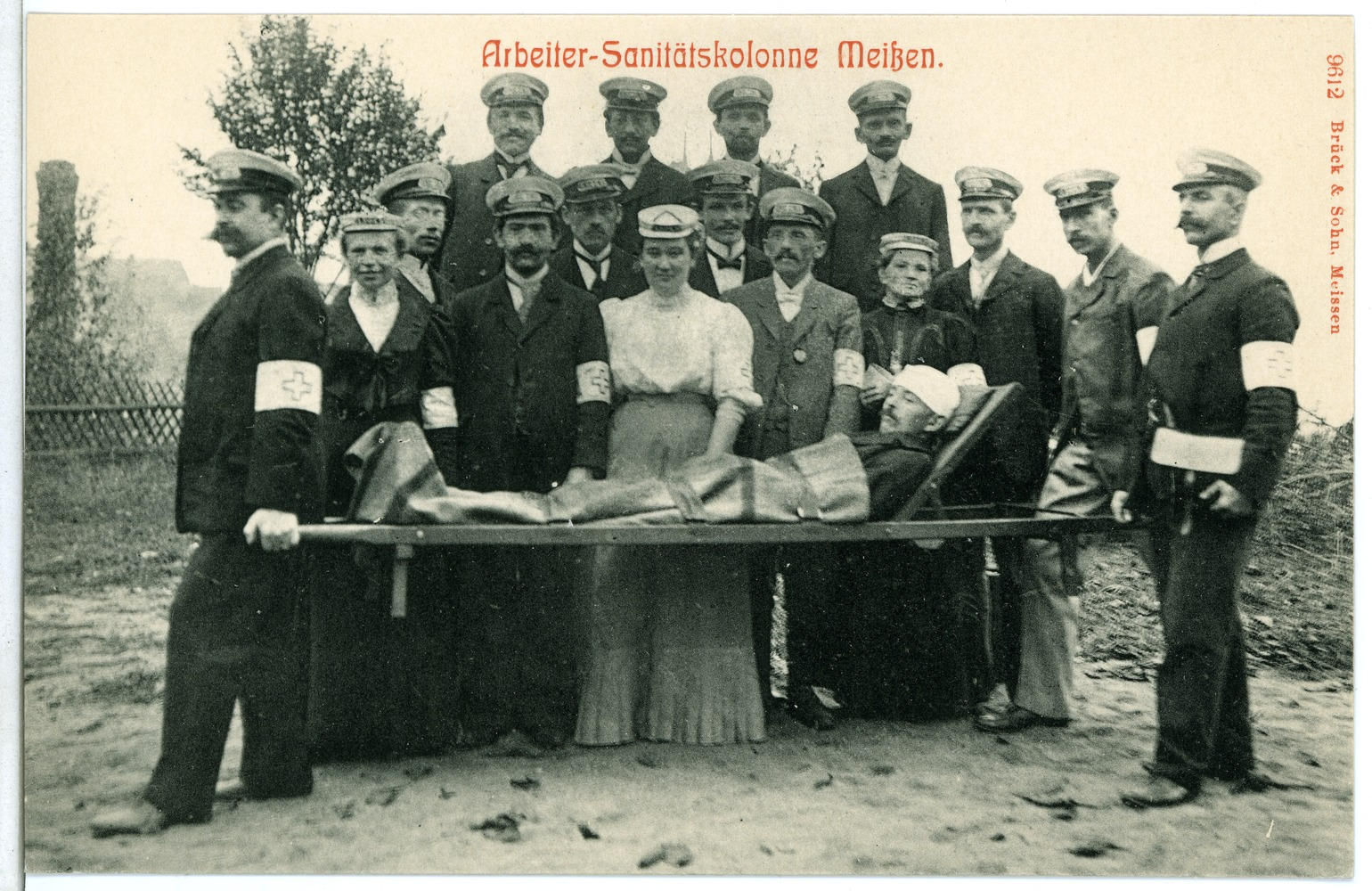
Носилки, 1908 год
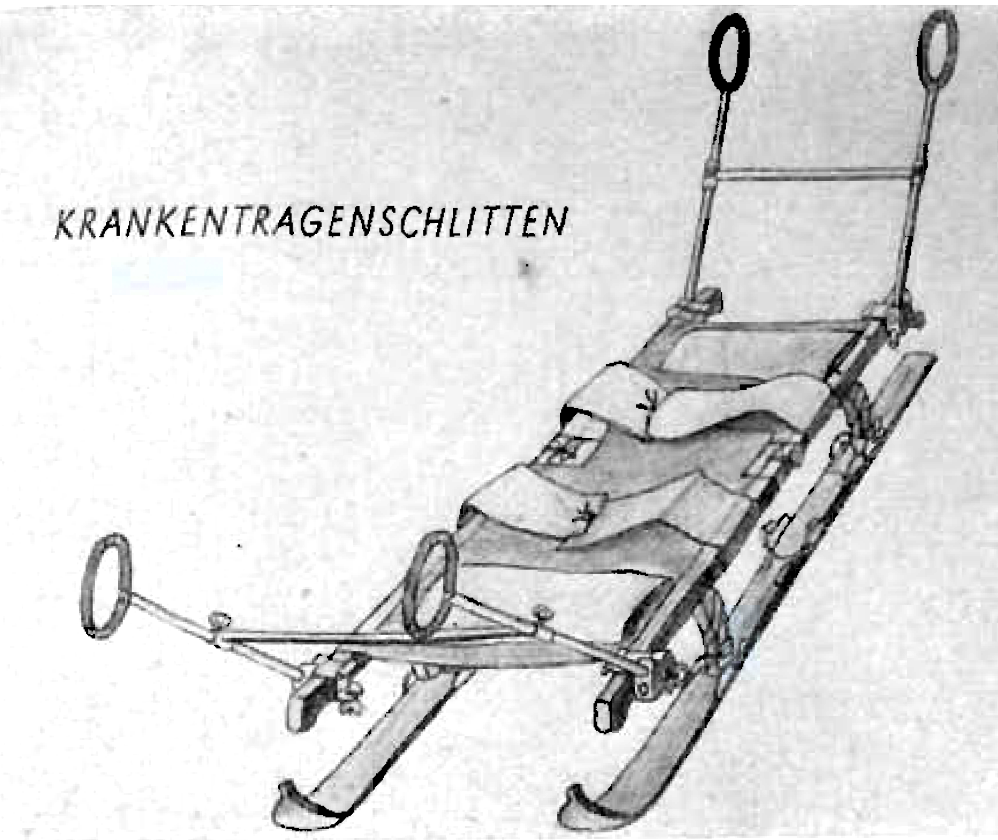
носилки с лыжами
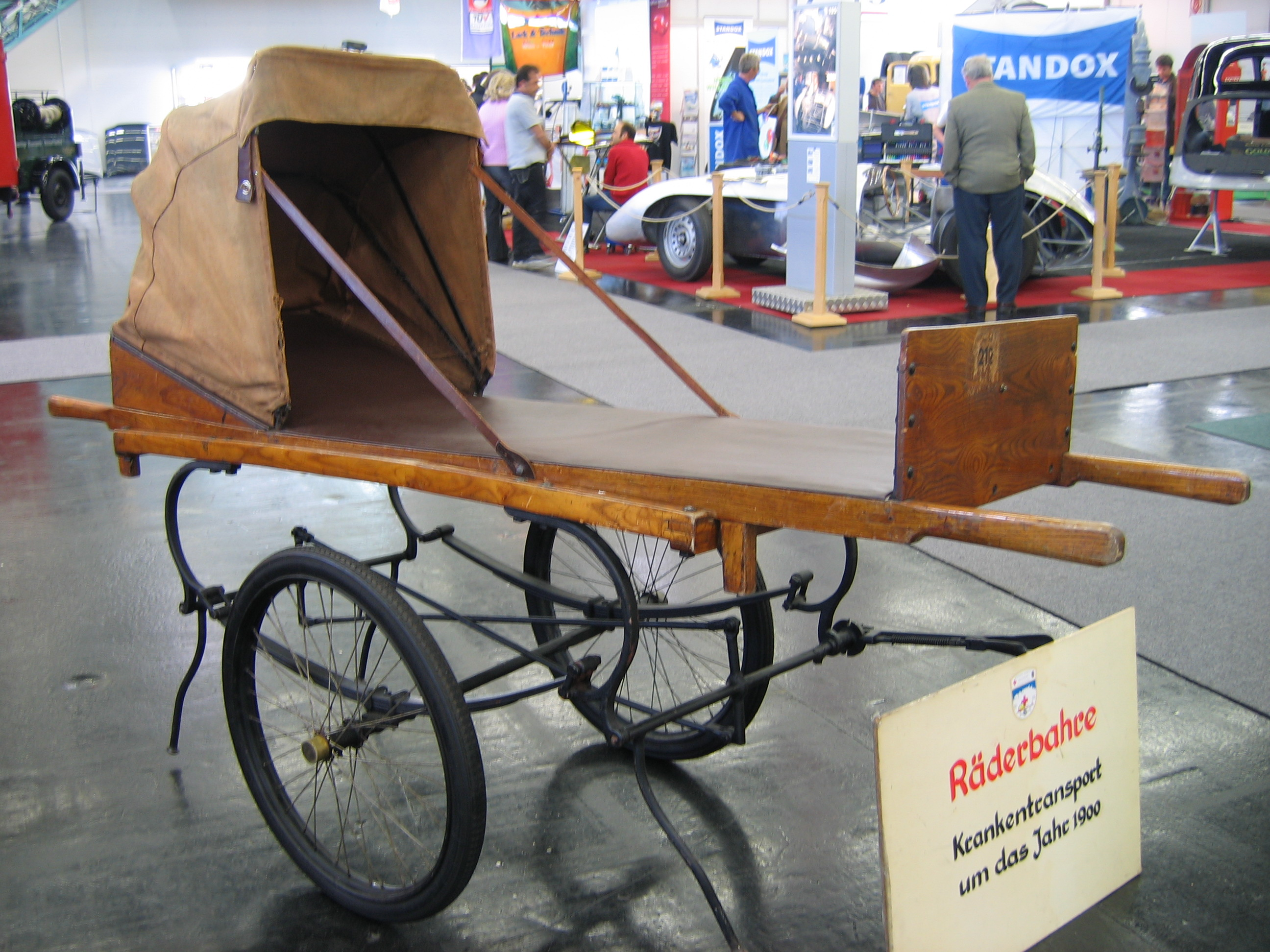
каталка 1900 года
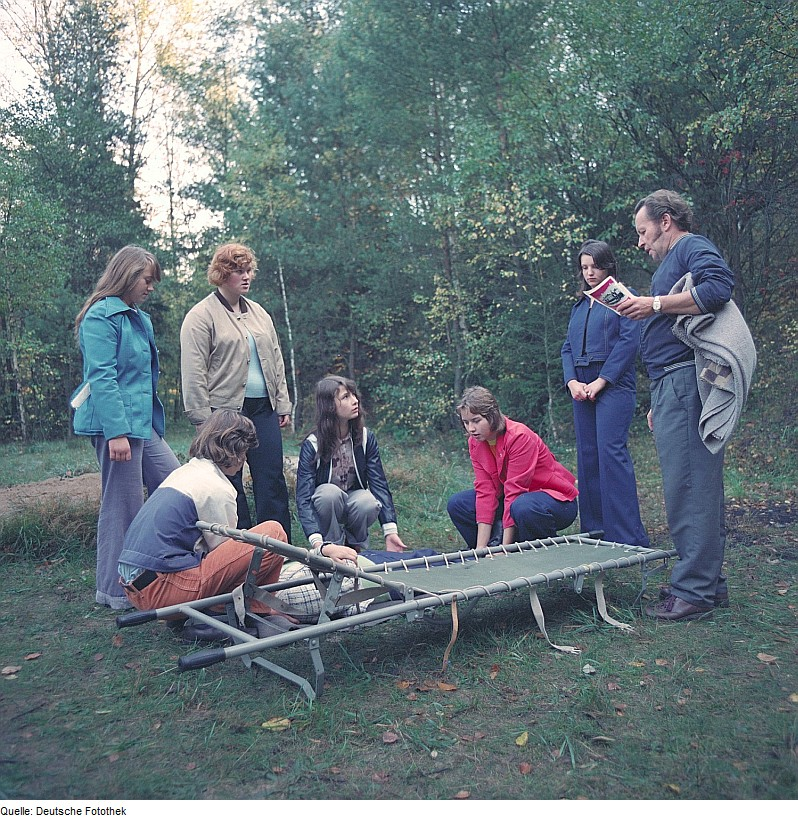
раскладушка - носилки в ГДР
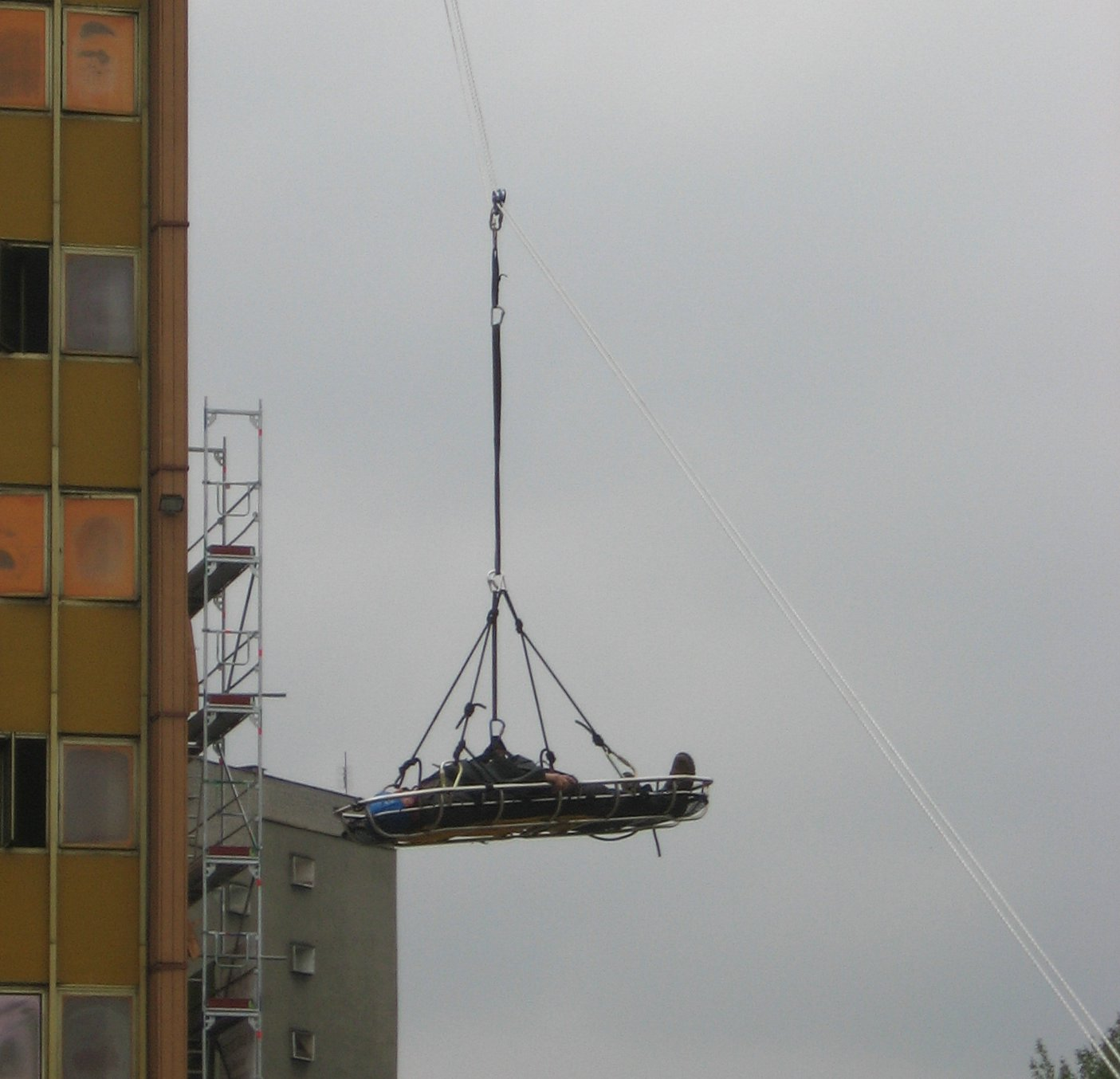
эвакуация лежачего человека с высоты с помощью носилок и тросов